# Clérieux
Clérieux ist eine französische Gemeinde mit 1.952 Einwohnern (Stand: 1. Januar 2022) im Département Drôme in der Region Auvergne-Rhône-Alpes; sie gehört zum Arrondissement Valence und zum Kanton Romans-sur-Isère. Die Einwohner werden Clérieusois genannt.

## Geographie

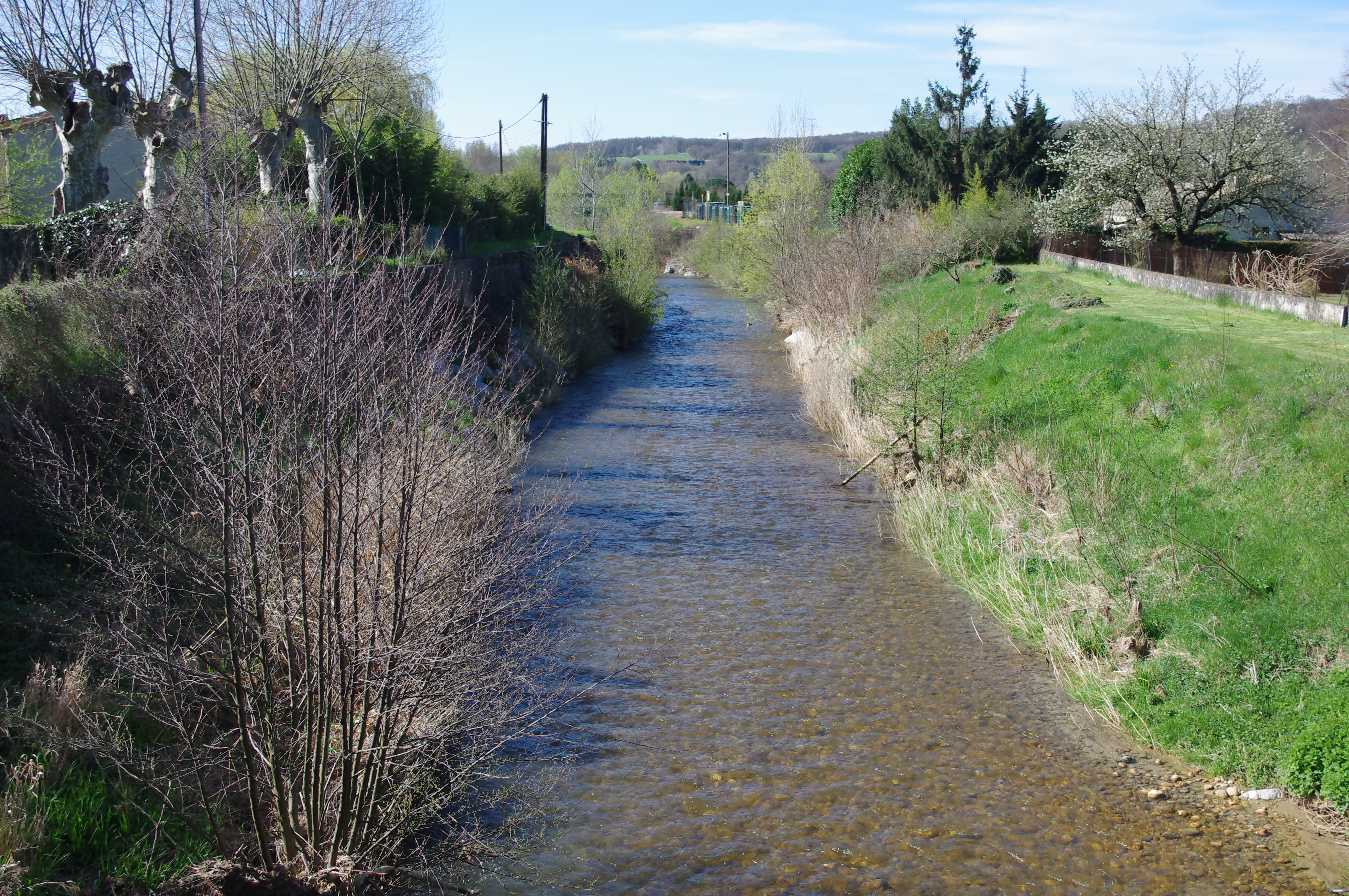
Die Herbasse in Clérioeux

Clérieux liegt etwa 17 Kilometer nordnordöstlich von Valence. Durch die Gemeinde und den Ort fließt der Fluss Herbasse. Umgeben wird Clérieux von den Nachbargemeinden Marsaz im Nordwesten und Norden, Saint-Donat-sur-l’Herbasse im Norden und Nordosten, Saint-Bardoux im Osten, Granges-les-Beaumont im Südosten und Süden, Beaumont-Monteux im Südwesten, Chanos-Curson im Südwesten und Westen, Mercurol-Veaunes im Westen sowie Chavannes im Nordwesten.

## Bevölkerungsentwicklung
| Jahr                       | 1911 | 1962 | 1968 | 1975 | 1982 | 1990 | 1999 | 2006 | 2019 |
| -------------------------- | ---- | ---- | ---- | ---- | ---- | ---- | ---- | ---- | ---- |
| Einwohner                  | 1164 | 1404 | 1326 | 1273 | 1354 | 1605 | 1833 | 1996 | 2061 |
| Quellen: Cassini und INSEE |      |      |      |      |      |      |      |      |      |

## Sehenswürdigkeiten
- Kirche Sainte-Catherine
- Reste der früheren Befestigungsanlagen
- Wehrhaus mit Taubenturm
- Brücke von 1468 über den Herbasse